# Famille Gontard

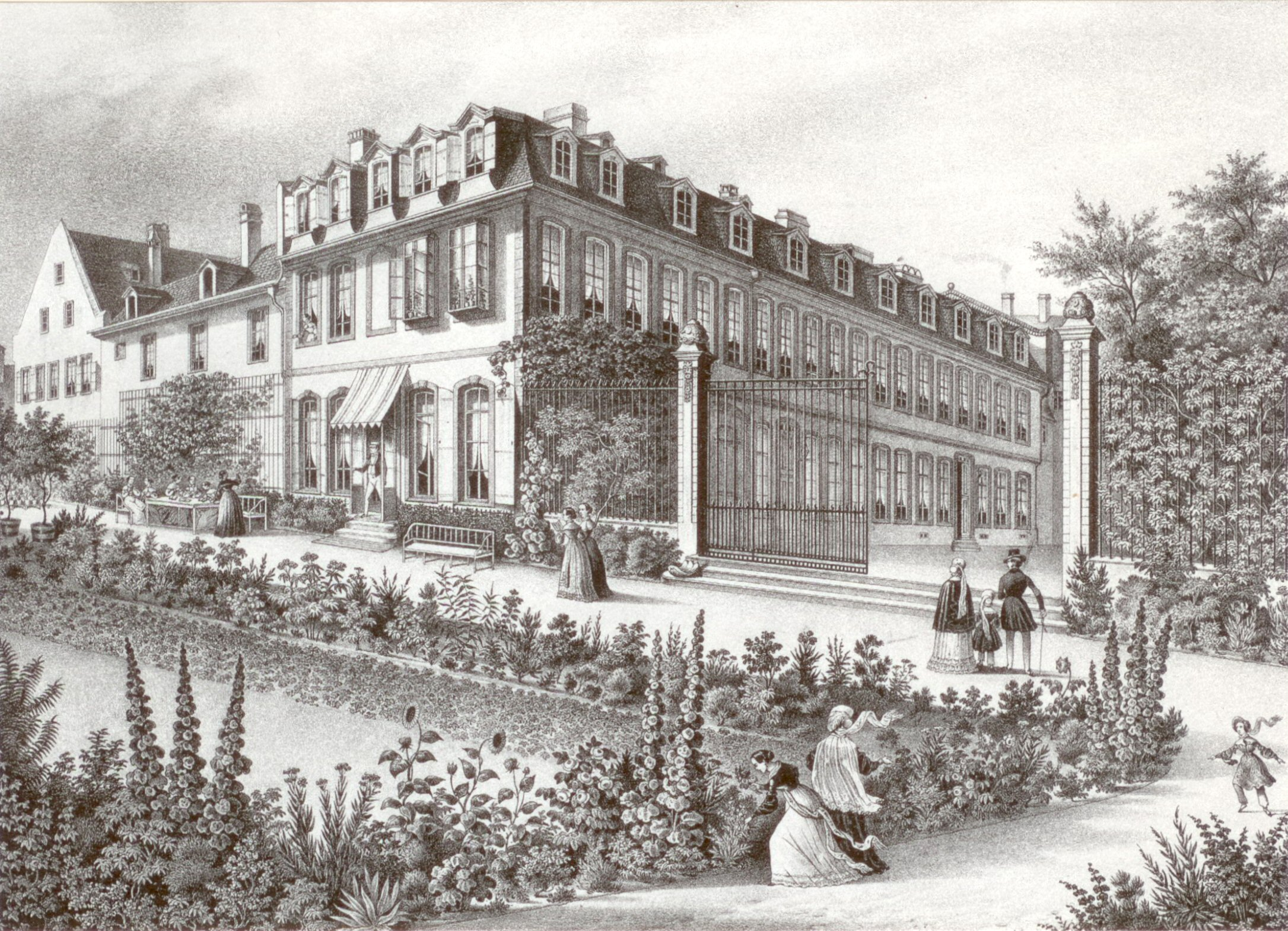
La maison "Au blanc Cerf" (Weißer Hirsch), demeure de la famille Gontard à Francfort, où vécut comme précepteur le poète Friedrich Hölderlin (Lithographie de 1840).

La famille Gontard est une famille d'origine française dont deux branches à l'époque de l'émigration des huguenots du royaume de France, vinrent s'installer aux environs de 1700 dans la partie allemande du Saint-Empire.
La branche établie à Francfort fonda une des plus importantes maisons de banque de cette ville. La branche de Berlin (électorat de Brandebourg), restée catholique, fut principalement une famille de militaires.

## Les origines
À l'origine, la famille Gontard était une famille noble établie dans le Dauphiné. Nombre de membres de cette famille émigrèrent en Allemagne en conséquence des lois interdisant l'exercice du culte protestant. L'ancêtre commun de cette famille, est Étienne Gontard, décédé en 1684 à Grenoble.

## La banque Gontard
- 1726 : Jacques Frédéric Gontard fonde la Maison de commerce Jakob Friedrich Gontard & Söhne, qui joue également un rôle de banque.
- 1815 : Henry Gontard (1787-1826), fils de Susette Gontard (1787-1826) crée la banque Heinrich Gontard & Co. scission de la maison de commerce.
- 1998 : La Banque Gontard fusionne avec la "Metallbank" AG fondée en 1926 et devient la banque Gontard & Metallbank AG.
- 2002 : à la suite d'erreurs d'investissement, la banque « Gontard & Metallbank AG » est mise sous concordat.

## Membres notoires de cette famille
- Susette Gontard, liée au poète Friedrich Hölderlin, qui fut le précepteur de son fils Henry Gontard.
- Maria Belli-Gontard, écrivain, traductrice et historienne allemande. Elle est connue aussi comme bibliophile ayant collectionné des exemplaires des premiers journaux publiés.
- Carl von Gontard, architecte.